# Бекмурзино
Бекму́рзино (баш. Бикмырҙа) — село в Бирском районе Республики Башкортостан Российской Федерации. Входит в состав Старопетровского сельсовета.

## География

### Географическое положение
Расстояние до:
- районного центра (Бирск): 25 км,
- центра сельсовета (Питяково): 7 км,
- ближайшей ж/д станции (Уфа): 124 км

## Население
| 2002 | 2009 | 2010 |
| ---- | ---- | ---- |
| 389  | ↗491 | ↘391 |

Согласно переписи 2002 года, преобладающая национальность — марийцы (94 %).